# Nghệ thuật điêu khắc ánh sáng
Nghệ thuật điêu khắc ánh sáng là một hình thức nghệ thuật tại Việt Nam, dung hợp giữa kỹ thuật điêu khắc truyền thống và nghệ thuật tạo hình bằng ánh sáng cố định. Những tác phẩm điêu khắc ánh sáng được tạo nên từ sự tương tác giữa các vật thể điêu khắc với nguồn sáng. Bùi Văn Tự là người đầu tiên tại Việt Nam thể hiện loại hình nghệ thuật này.
Nghệ thuật điêu khắc ánh sáng được Tổng bí thư Nguyễn Phú Trọng chọn để gửi tặng Vladimir Putin, trong chuyến thăm Việt Nam của ông vào năm 2024.

## Bối cảnh
Trong một lần dựng và trang trí non bộ tiểu cảnh, khi lắp đặt thêm ánh sáng để làm nổi bật tiểu cảnh, Bùi Văn Tự nhìn thấy bóng của hòn non bộ hắt lên tường rất giống hình con gấu. Bị thu hút bởi khoảng khắc đó, anh suy nghĩ kết hợp giữa tác phẩm nghệ thuật với ánh sáng để tạo ra một tác phẩm theo ý mình. Điêu khắc ánh sáng không chỉ là một sáng tạo nghệ thuật đơn thuần mà còn là một lăng kính giúp người xem nhìn nhận thế giới với những góc nhìn mới mẻ hơn. Nó khuyến khích người khám phá và tôn vinh những vẻ đẹp ẩn giấu đằng sau những điều quen thuộc, những câu chuyện thầm lặng mà hình và bóng vẫn âm thầm kể với nhau dưới ánh sáng. Vì điêu khắc ánh sáng có phần hình và phần bóng nên nó trở thành một ngôn ngữ độc đáo để kể về những câu chuyện văn hóa, lịch sử và đời sống.
Bùi Văn Tự mất 10 năm để tìm tòi và khai phá ra con đường nghệ thuật mới. Anh đặt tên cho loại hình nghệ thuật anh theo đuổi là nghệ thuật "điêu khắc" ánh sáng. Năm 2014, Nghệ thuật điêu khắc ánh sáng được Bùi Văn Tự giới thiệu trong chương trình Tìm kiếm tài năng Việt. Hoài Linh đã ấn "nút vàng" đưa anh đi thẳng vào vòng chung kết. Năm 2022, Bùi Văn Tự lần đầu tiên cho ra mắt công chúng triển lãm "Ánh sáng tri thức" với những tác phẩm chân dung của các nhân vật nổi tiếng như Albert Einstein, Nikola Tesla và Leonardo da Vinci.
Nghệ thuật điêu khắc ánh sáng giới thiệu lịch sử Việt Nam của nghệ nhân Bùi Văn Tự được trưng bày triển lãm "Thắp đèn soi niên sử" diễn ra vào năm 2024 tại Trung tâm Tinh hoa làng nghề Việt ở xã Bát Tràng, Thành phố Hà Nội. Từ những khối gỗ xù xì kết hợp cùng ánh sáng chiếu rọi, nghệ nhân Bùi Văn Tự đã sáng tạo ra tác phẩm 14 vị anh hùng tiêu biểu của dân tộc Việt Nam. Mỗi tác phẩm giới thiệu một giai đoạn lịch sử đấu tranh dựng nước và giữ nước.
Tháng 4 năm 2024, tác phẩm nghệ thuật điêu khắc ánh sáng với chủ đề "Hành trình nhật ký xuyên không" xuất hiện tai Ninh Bình. Gần 100 tác phẩm điêu khắc ánh sáng tái hiện các giai đoạn phát triển của con người. Từ khi con người phát hiện ra lửa đến thời kỳ nông nghiệp rồi đến thời kỳ cách mạng khoa học kỹ thuật.

## Đón nhận
Trong chuyến thăm Việt Nam của tổng thống Nga vào năm 2024, Thay mặt Nguyễn Phú Trọng, Chủ tịch nước Việt Nam Tô Lâm đã gửi tặng Tổng thống Vladimir Putin tác phẩm điêu khắc ánh sáng mang tên "Nước Nga Vĩ Đại". Tác phẩm được chạm khắc từ cây bạch dương, loài cây biểu tượng của bản sắc văn hóa đất nước Nga. Tác phẩm "Nước Nga Vĩ Đại" là hình ảnh một chú ngựa dưới tán rừng bạch dương. Ánh sáng chiếu qua tán cây tạo thành hình ảnh ông Putin thời trẻ, khát vọng xây dựng nước Nga hùng mạnh.